# ノドアカハチドリ
ノドアカハチドリ (喉赤蜂鳥、Archilochus colubris) は、ハチドリ科ノドアカハチドリ属に分類される鳥。

## 分布
アメリカ合衆国（プエルトリコ含む）、エルサルバドル、カナダ、キューバ、グアテマラ、コスタリカ、ドミニカ共和国、ニカラグア、ハイチ、パナマ、バハマ、ベリーズ、ホンジュラス、メキシコ

## 形態
全長7-9cm、翼の差し渡し8-11cm、体重2-6g。雄はその名の通り喉が赤い羽毛で覆われるが、この特徴は雌には無い。雄の尾羽は両端が長くなっており、雌の尾羽は丸みを帯びている。雄の方がやや小さく、嘴も短い。

## 生態
落葉樹林とマツ林、果樹園、庭園で繁殖する。雌親が木の芽の鱗片や地衣類をクモの巣で張り付け、中にタンポポやアザミの綿毛を敷いた巣を樹上に作る。白い卵は長さ12.9mm、幅8.5mm程。雛は22-25日で巣立ち、1年に2、3回営巣する。交尾時以外は単独で行動する。ノドアカハチドリの配偶システムは一夫多妻制であると考えられているが、一妻多夫制や乱婚制も起こりうるとされる。

## 人間との関係
2016年の時点では生息数が増加傾向にあると考えられ、種として絶滅のおそれは低いと考えられている。1987年にハチドリ科単位で、ワシントン条約附属書IIに掲載されている。
アメリカ合衆国とカナダでは、ノドアカハチドリは多くの人々に愛されている。夏になると、ハチドリ類が赤色の花を好む習性を利用して赤色の砂糖水入れを戸外に設置してハチドリを庭に誘引している風景がよく見られる。